# Арні Робінсон
Кларенс Ерл «Арні» Робінсон, молодший (англ. Clarence Earl «Arnie» Robinson, Jr.; 7 квітня 1948 — 1 грудня 2020) — американський легкоатлет. Олімпійський чемпіон (1976) та бронзовий призер (1972) літніх Олімпійських ігор, переможець Кубка світу з легкої атлетики (1977), чемпіон (1971) та срібний призер (1975) Панамериканських ігор, шестиразовий чемпіон США (1971—1972, 1975—1978), чемпіон NCAA (1970) зі стрибків у довжину.

## Життєпис
Народився і виріс у місті Сан-Дієго, штат Каліфорнія. Навчався у середній школі Морзе, де став першим в історії школи чотирирічним поспіль переможцем. Після закінчення школи навчався у коледжі Сан-Дієго-Меса, де у 1967 та 1969 роках показав вражаючі результати в стрибках у висоту (6'8"), стрибках у довжину (25'6") і потрійному стрибку (48'5"). За свої досягнення Робінсон отримав стипендію в Університеті Сан-Дієго.
У 1970 році Робінсон був зарахований до армії США, де прослужив майже два роки, перш ніж розпочати свою олімпійську кар'єру.
Після завершення кар'єри спортсмена Робінсон працював спортивним адміністратором і тренером. Протягом 23 років він обіймав посаду тренера з підготовки та тренування у коледжі Сан-Дієго-Меса. З 1994 по 2004 роки він був головою молодіжної асоціації спорту США, а протягом 1997—2007 років — віце-президентом асоціації. Він проводив молодіжні зустрічі в Сан-Дієго-Меса, залучаючи до спорту дітей, які навчаються у коледжі.

## Виступи на Олімпіадах
| Олімпіада     | Дисципліна        | Місце |
| ------------- | ----------------- | ----- |
| 1972 Мюнхен   | стрибки у довжину | 3     |
| 1976 Монреаль | стрибки у довжину | 1     |

## Вшанування
- 1985 року внесений до Зали слави San Diego Breitbard.
- 2000 року внесений до Зали слави USATF.
- 2005 року внесений до Зали слави California Community College Cross Country and Track Coaches Association.